# Tiếng Buryat
Tiếng Buryat hay Buriat (/ˈbʊriæt/; chữ Buryat: буряад хэлэн, buryaad xelen, [bʊrʲˈaːt xɛˈlɯŋ]) là một ngôn ngữ Mông Cổ được nói bởi người Buryat mà có khi được phân loại như một nhóm phương ngữ lớn của tiếng Mông Cổ. Đa số người nói tiếng Buryat sống ở Nga, khu vực dọc theo biên giới Mông Cổ. Đây là ngôn ngữ chính thức của cộng hòa Buryat. Ước tính có khoảng 330.000 người nói ngôn ngữ này. Có ít nhất 100.000 người Buryat tại Mông Cổ và Cộng hòa Nhân dân Trung Hoa. Người Buryat tại Nga sử dụng một ngôn ngữ chuẩn riêng, viết bằng chữ Kirin, dựa trên bảng chữ cái tiếng Nga, cộng thêm ba kí tự khác: Ү/ү, Ө/ө và Һ/һ.

## Phương ngữ
Các phương ngữ tiếng Buryat gồm:
- Nhóm Khori phía đông hồ Baikal gồm phương ngữ Khori, Aga, Tugnui, và Bắc Selenga. Khori cũng được nói bởi đa số người Buryat ở Mông Cổ và một số người ở Hulunbuir.
- Phương ngữ Hạ Uda (Nizhneudinsk), nằm xa nhất về phía tây và chịu ảnh hưởng nhiều nhất từ các ngôn ngữ Turk
- Nhóm Alar–Tunka gồm Alar, Tunka–Oka, Zakamna, và Unga ở phía tây nam hồ Baikal
- Nhóm Ekhirit–Bulagat ở Ust-Orda Buryat Okrug gồm Ekhirit–Bulagat, Bokhan, Ol'khon, Barguzin, và Baikal–Kudara
- Nhóm Bargut tại Hulunbuir (còn gọi là Barga), gồm Bargut cũ và Bargut mới.[8]

Dù trên vốn từ mượn, nên chia thành ba nhóm tương ứng với ba quốc gia.

## Ngữ âm
Tiếng Buryat có các nguyên âm /i, ə, e, a, u, ʊ, o, ɔ/ (cộng với một vài nguyên âm đôi), /e/ ngắn trở thành [ɯ]. Các âm vị phụ âm là /b, g, d, th, m, n, x, l, r/ (mỗi âm lại có dạng vòm hóa tương ứng) và /s, ʃ, h, j/.

## Ngữ pháp
Tiếng Buryat là một ngôn ngữ chủ–tân–động (SOV) và chỉ sử dụng giới từ đứng sau (ví dụ tiếng Việt, trong nhà là giới tứ đứng trước, đứng sau sẽ thành nhà trong). Tiếng Buryat có tám cách ngữ pháp:
cách chủ ngữ, cách đối, cách sở hữu, cách công cụ, cách trực bổ, cách cung, cách cho-cách vị trí và một dạng bị động riêng cho mỗi gốc từ.

## Số đếm
|    | Tiếng Việt | Tiếng Mông Cổ cổ điển | Tiếng Buryat |
| 1  | Một        | Nigen                 | Negen        |
| 2  | Hai        | Hoyor                 | Xoyor        |
| 3  | Ba         | Gurban                | Gurban       |
| 4  | Bốn        | Durben                | Dürben       |
| 5  | Năm        | Tabun                 | Taban        |
| 6  | Sáu        | Jirug-a               | Zurgaan      |
| 7  | Bảy        | Dolug-a               | Doloon       |
| 8  | Tám        | Naiman                | Nayman       |
| 9  | Chín       | Yisen                 | Yühen        |
| 10 | Mười       | Arban                 | Arban        |